# Clypearia naumanni
Clypearia naumanni är en getingart som beskrevs av Richards 1978. Clypearia naumanni ingår i släktet Clypearia och familjen getingar. Inga underarter finns listade i Catalogue of Life.